# Adenoom
Een adenoom is een goedaardig gezwel dat ontstaat uit  epitheliaal klierweefsel, zoals dat van de dikke darm of endocriene klieren.
Adenomen, die een verhoogde proliferatie kennen, hebben een premaligne karakter: ze kunnen zich in sommige gevallen ontwikkelen tot een adenocarcinoom.
Het kan een gevolg zijn van een teveel aan mineralocorticoïden.